# Skuldelev
Skuldelev er en by på den sjællandske halvø Hornsherred med 840 indbyggere  (2025), beliggende 5 km nordøst for Skibby, 11 km syd for Jægerspris og 11 km sydvest for Frederikssund. Byen hører til Frederikssund Kommune og ligger i Region Hovedstaden.
Skuldelev hører til Skuldelev Sogn. I den nordlige ende af byen findes Skuldelev Kirke.

## Geografi
Øst for byen ligger den velbevarede Skuldelev Ås, der blev fredet i 1951. Ved kysten 3 km nordøst for byen findes den lille Skuldelev Havn. I Roskilde Fjord ud for havnen blev Skuldelev-skibene i 1962 fundet og udgravet.

## Faciliteter
Skuldelev Skole er nu en afdeling af Fjordlandsskolen i Skibby. Afdelingen har 105 elever, fordelt på 0.-6. klassetrin. Der er SFO og klub samt 27 ansatte. Børnehuset Solstrålen har plads til 62 "enheder", hvor et 0-2 års barn er 2 enheder og et 3-6 års barn er 1 enhed. Nær ved skolen ligger Skuldelevhallen.
Der er sportsklub, sportshal, multikulturforening, bylaug, motel, kirke, brugs, tankstation og gadekær i byen.
I 2018 gravede selskabet Fibia lyslederkabler ned i gaderne og tilbød at tilslutte den enkelte bolig for et engangsbeløb på 1.995 kr, mod at husstanden tegnede bredbåndsabonnement hos internetudbyderen Waoo.Man kan stadig tilslutte sig dette fibernet.
Brugsen i Skuldelev ligger i den nordlige ende af byen og har åbent 7 dage om ugen fra kl. 7 til 20; den er også postbutik og pakkeshop. Lidt derfra, foran dens tidligere adresse, er der stadig en døgnåben selvbetjeningstankstation fra OK.
Byen har eget vandværk og fjernvarmeværk, som ejes af deres kunder og ledes af hver sin bestyrelse. De er begge ubemandede, men driftes af et lokalt, privat mand & kone firma.
Varmeværket ligger i byens kombinerede bolig og erhvervsområde Egevej i det sydvestlige hjørne af byen. Selvom der ikke er tilslutningspligt til fjernvarmen i Skuldelev, er de fleste af husene i byen tilsluttet varmeværket. 
Det hedder Skuldelev Energiselskab og blev etableret i 1996, som kraftvarmeværk og producerede altså både varme og elektricitet. I dag er det et rent varmeværk og fyrer med bl.a. naturgas. For at spare gas og dermed holde varmeprisen nede, blev der i 2015 opsat et stort solfangeranlæg, på en mark ved siden af varmeværket og bygget en biomassekedel i 2017.
Movias buslinie 318 har 4 stoppesteder i Skuldelev og forbinder den med Skibby, Frederikssund og flere mellemliggende landsbyer i Hornsherred. Den kører flere gange om dagen, alle årets dage.

### Historie
I 1898 beskrives Skuldelev således: "Skuldelev med Kirke, Præstegd., Skole, Kro og Andelsmejeri („St. Olavs Kilde“)". Det lave målebordsblad fra 1900-tallet viser desuden en telefoncentral.
Skuldelev Dukkemuseum og Legetøjssamling blev stiftet i 1989 og nedlagt med udgangen af 2021.